# Eva Siewert
Eva Siewert, née le 11 février 1907 à Wrocław et morte le 3 décembre 1994 à Berlin, est une journaliste allemande, écrivaine, animatrice de radio et chanteuse d'opéra, qui a vécu et travaillé principalement à Berlin,.

## Enfance
Eva Siewert naît à Breslau (aujourd'hui Wrocław, Pologne) en 1907. Ses parents sont deux musiciens. Sa mère, Frida Siewert (née Michels, 1880–1953) est chanteuse d'opéra et de concert. Frida Siewert est juive, c'est la raison pour laquelle le statut de « Mischling au premier degré » sera donné à Eva Siewert par les autorités allemandes du IIIe Reich. Hans Siewert (1872–1941), fils d'un professeur de chimie à l'Université de Córdoba (Argentine), est Kammersänger. Il devient membre du Parti national-socialiste allemand des travailleurs (NSDAP) en 1932. Hans Siewert et Frida Siewert divorcent à Hambourg en 1911.
Eva Siewert vit principalement avec sa mère à Berlin, tout en étant élevée par des gouvernantes. Elle fréquente ensuite le lycée Hohenzollern à Berlin-Wilmersdorf, et obtient son diplôme d'études secondaires (Obersekundarreife) en 1923. Sa scolarité s'interrompt en 1915, pendant environ un an et demi. Eva Siewert explique qu'à l'âge de huit ans, elle fuit sa mère et va vivre avec son père, à l'époque employé comme Kammersänger pour le Grand-duché de Bade dans la ville de Karlsruhe. Ce n'est que sur décision du tribunal qu'elle est forcée de retourner à Berlin. Sa relation avec sa mère semble avoir été distante pendant les premières années de sa vie. En 1948, Siewert écrit à propos de sa mère : « Nous avons peu de choses en commun en dehors de la musique ».

## Début de carrière
Après avoir obtenu son diplôme d'études secondaires, Eva Siewert étudie la musique, d'abord avec sa mère, puis à la Berlin School of Music (devenue l'Université des arts de Berlin). Elle y suit des cours d'opéra avec Franz Ludwig Hörth (1883–1934), alors directeur de l'Opéra d'État de Berlin, et le solfège avec le compositeur Heinz Tiessen (1887–1971). En 1928, Eva Siewert joue pendant une saison en tant que soprano colorature au Landestheater Oldenburg, mais doit renoncer rapidement à sa carrière de chanteuse en raison de crises d'asthme. Eva Siewert se dirige alors vers le journalisme à partir de 1929.
En 1928, Eva Siewert devient membre du Parti social-démocrate d'Allemagne (dans la branche locale de Berlin-Halensee), mais n'est impliquée dans des partis politiques que jusqu'en 1930. On ne connait pas sa situation personnelle à Berlin dans les années 1920, mais il semble qu'elle vive à cette époque dans une situation de précarité. Elle mentionne par ailleurs en 1957 dans une lettre au publiciste Kurt Hiller (1885–1972) qu'elle était amie avec la famille de George Grosz depuis l'enfance.
Eva Siewert déménage à Téhéran en 1930, où elle travaille pour une société allemande d'exportation et d'importation. Son séjour à l'étranger lui permet d'acquérir de bonnes compétences en langues étrangères, et lorsqu'Eva Siewert revient en Allemagne un an plus tard, elle donne ses premières conférences radiophoniques sur ses expériences de voyage. Ses conférences remportent du succès, et elle est nommée en 1932 par le Service international de la radio de Berlin pour le poste de présentatrice germanophone à Radio Luxembourg . Du 1er juillet 1932 au 31 mars 1938, elle occupe un poste bien rémunéré de rédactrice en chef et porte-parole trilingue (allemand, anglais, français) de la station.
Eva Siewert écrit plus tard à propos de son travail pour Radio Luxembourg : « Pendant mon séjour là-bas, j'ai influencé presque tous les départements du diffuseur et j'ai été impliquée dans les compilations de programmes, les répétitions musicales, la constitution des archives de disques, la bibliothèque et les index de cartes, ainsi qu'avec le service de nouvelles, de traductions, de rédaction de conférences sur toutes sortes de sujets et sur le service d'annonce continue en trois langues. La station avait une forte tendance antifasciste. » Selon Eva Siewert, elle est perçue par le public comme la « voix de Radio Luxembourg », alors qu'en Allemagne, elle est soupçonnée d'être une « ennemie » en raison de son travail à l'étranger et de sa prétendue « propagande » contre le national-socialisme.

## Persécution pendant la période nazie
En 1938, craignant le début de la guerre, Eva Siewert décide de retourner à Téhéran. Cependant, elle doit pour cela d'abord retourner à Berlin pour obtenir un visa. Celui-ci lui alors est refusé en raison de son travail journalistique, et Eva Siewert se retrouve bloquée en Allemagne. Comme Eva Siewert est considérée comme une « demi-juive » par le régime nazi, il lui est interdit de travailler à la radio ou dans la presse écrite et elle doit se contenter par la suite de postes moins bien rémunérés de dactylographe et de traductrice. C'est probablement dans le cadre de l'un de ces emplois qu'elle rencontre sa future compagne Alice Carlé (1902–1943).
En mai 1941, Siewert est arrêtée pour la première fois et placée en détention préventive à la suite de la saisie d'une série de lettres comportant des plaisanteries antifascistes découvertes lors d'une perquisition au domicile de son ami Kläre Beier à Bielefeld. Quelques mois plus tard, elle est condamnée à une amende pour avoir enfreint le Treachery Act de 1934. La même année, après avoir pris un nouveau poste chez l’Éditeur juridique allemand, Eva Siewert est dénoncée par deux collègues et accusée de « porter atteinte à la force militaire » (Wehrkraftzersetzung), à la suite de plaisanteries. Cette dénonciation aboutit à son licenciement immédiat, ainsi qu'à une peine de prison. Ainsi, au début de septembre 1942, elle est de nouveau condamnée en vertu de la loi sur la trahison — cette fois-ci à neuf mois de prison.
Dans le jugement du 4 septembre 1942 figure : « l'apparence extérieure de l'accusé est majoritairement juive ». Il est également mentionné que la relation d'Eva Siewert avec l'une des deux collègues de travail qui la dénonçaient avait « un caractère érotique ». Il semblerait que ces indices d'une possible relation homosexuelle entre les deux femmes n'ont pas joué contre Eva Siewert puisque la témoin a été considérée comme étant peu crédible, ses déclarations ayant été jugées incorrecte ou invalides. Cependant, cette disqualification ne sont pas suffisantes pour disculper Eva Siewert. Elle purge sa peine de prison du 1er mars au 1er décembre 1943 dans la prison pour femmes de Berlin, Barnimstrasse 10, non loin de l'Alexanderplatz. Après un examen médical officiel, elle est dispensée du travail à l'extérieur de Berlin en raison de ses problèmes de santé, mais est néanmoins affectée à des tâches considérées comme « plus faciles » pour AEG ainsi que dans le « groupe de travail Aschinger », une usine de pain située au coin de Prenzlauer Allee et Saarbrücker Straße. Les prisonnières sont affectées au nettoyage de légumes, à la production de conserves et autres activités similaires. Eva Siewert sort brisée de son passage en prison. Lors d'un accident, elle subit une commotion cérébrale, et souffre depuis d'étourdissements récurrents accompagnés de nausées. Elle souffre également d'une perte auditive temporaire en raison de kystes sur son tympan. Pendant le reste de la Seconde Guerre mondiale, sa condamnation l'empêche de retrouver du travail, aucune entreprise n'acceptant de l'embaucher plus de trois mois, elle doit donc trouver du travail illégal.
L'emprisonnement d'Eva Siewert a également des conséquences dramatiques pour sa compagne Alice Carlé. Le 27 août 1943, Alice Carlé et sa sœur Charlotte Carlé (1901–1943) sont arrêtées par la Gestapo et peu après déportées à Auschwitz, où elles sont toutes deux assassinées la même année.

## Période d'après-guerre
Depuis son arrestation en 1943, Eva Siewert souffre d'une grave maladie cardiovasculaire, qui lui cause une crise cardiaque en 1949 et nécessite des soins médicaux constants. 
Après 1945, Eva Siewert ne parvient pas à retrouver le succès lié à ses activités professionnelles. Elle est reconnue victime politique par le Comité principal pour les victimes du fascisme (Ausschuss für die Opfer des Faschismus). Elle reçoit en raison de ses problèmes de santé une carte d'identité spécifique aux personnes « gravement blessées » remises aux personnes handicapées pendant la guerre. Elle complète sa maigre pension mensuelle par du journalisme indépendant, en écrivant entre autres pour Die Weltbühne, Der Sozialdemokrat, Der Spiegel, Die Telegraf et Die Andere Zeitung. Cependant, à ce jour, seules quelques douzaines de publications d'Eva Siewert ont été identifiées. La majorité de ses essais, articles, critiques et polémiques écrites ont été largement perdus. L'auteure n'a laissé que des traces éparses dans l'histoire du journalisme de langue allemande. Une bibliographie complète sur son travail reste à établir.

## Travail d'autrice
Dans son récit autobiographique L'Oracle (Das Orakel), Eva Siewert évoque la dénonciation qu'elle a subie, sa détention ainsi que sa relation avec Alice Carlé et la déportation de celle-ci. Bien qu'Eva Siewert ne parle pas explicitement d'amour ici, il est clair qu'elle entretient une relation très proche avec "Alice" (dont le nom n'est pas précisé). Eva Siewert raconte comment les deux femmes envisagent désespérément d'émigrer ensemble d'Allemagne pendant des années jusqu'au jour de l'arrestation d'Eva Siewert. 
Das Boot Pan (Le Bateau Pan), traite des sentiments d'aliénation et de solitude qui hantent la narratrice à la première personne lorsqu'elle fait face au passé ainsi qu'à la perte douloureuse de deux amis, « dont personne ne savait rien de concret sur la mort. ». Même si le national-socialisme, Auschwitz et la Shoah ne sont pas mentionnés dans le récit, il a été suggéré que les deux amies faisaient directement référence aux sœurs Alice et Charlotte Carlé.
Les manuscrits plus longs d'Eva Siewert n'ont pas suscité le même intérêt. Le livre qu'elle a écrit sur son séjour en prison au 10 Barnimstrasse n'a jamais été publié.
Son important manuscrit sur l'amour lesbien n'a jamais été publié. Dans les lettres échangées entre Eva Siewert et Kurt Hiller en 1950, aucun titre provisoire n'est mentionné, mais le livre est décrit à plusieurs reprises comme traitant de lesbianisme.
L'accueil réservé à la pièce comique How Does Potiphar Behave ? (Wie verhält sich Potiphar), dont la première a eu lieu à Baden-Baden en décembre 1949 en présence de l'autrice est plus encourageant. Eva Siewert trouve la performance du directeur artistique Hannes Tannert (1900-1976) « remarquable à tous égards » et « de première classe ». Elle se félicite également de l'accueil « assez bon » réservé à la comédie malgré ses aspects philosophique. Cependant, la pièce n'est financièrement pas rentable pour Eva Siewert, et les représentations cessent après la première. La deuxième comédie de Siewert, On Wednesday at Five (Am Mittwoch um fünf, 1955), est immédiatement acceptée par la section théâtre de la maison d'édition S. Fischer Verlag, mais n'est apparemment jamais jouée.
Après 1945, Eva Siewert écrit de nouvelles contributions pour la radio, comme le montre la documentation qui a survécu. Par exemple, le 19 mars 1957, à l'occasion de la Journée de la fraternité, la radio berlinoise RIAS rediffuse une version radiophonique du récit Watchman (Wächter) écrit par Eva Siewert. Le 12 juillet 1970, la station de radio bavaroise Bayerische Rundfunk diffuse un documentaire d'Eva Siewert sous le titre Japan, Tatamis and Weiße Wasserfälle (Japon, tatamis et chutes d'eau blanches). 

## Correspondance avec Kurt Hiller
La correspondance entre Eva Siewert et le publiciste et activiste homosexuel Kurt Hiller est abondante, en particulier jusqu'au début des années 1950, et permet de comprendre le positionnement politique d'Eva Siewert. Le rejet de Kurt Hiller du manuscrit d'Eva Siewert sur le lesbianisme contribue à rompre la correspondance après qu'Eva Siewert ait demandé à Kurt Hiller d'en écrire la préface. Plus tard, au printemps 1958, la correspondance entre Eva Siewert et Kurt Hiller s'interrompt à nouveau brusquement, après un éloignement progressif et ce malgré des déclarations contraires.
Le positionnement politique d'Eva Siewert semble avoir joué un rôle dans cette rupture. Durant l'été 1947, elle rejoint avec enthousiasme la Ligue de la liberté socialiste allemande de Kurt Hiller (Freiheitsbund Deutscher Sozialisten ou FDS) et fournit notamment une chambre dans son spacieux appartement pour les réunions du groupe de Berlin. Eva Siewert se lance dans la création d'une « puissante opposition au SPD », mais elle se sépare bientôt des membres individuels du FDS à orientation communiste qui ne prennent pas suffisamment leurs distances avec le Parti communiste est-allemand (Sozialistische Einheitspartei Deutschlands, ou SED).
Lorsque Kurt Hiller tente de recruter Eva Siewert comme membre de sa Nouvelle Ligue Socialiste (Neusozialistischer Bund) vers 1956, Eva Siewert réagi semble-t-il avec intérêt, tout en émettant des réserves sur sa capacité à se mobiliser en raison de ses problèmes de santé. En outre, malgré ses critiques à l'égard du SPD, elle veut également éviter tout affaiblissement de l'aile gauche. À ses yeux, il est important de ne pas faire le jeu du gouvernement Adenauer. Ce positionnement contribue à l'éloignement entre Eva Siewert et Kurt Hiller.
Dans une lettre adressée à Kurt Hiller, elle précise qu'elle refuse à toute personne n'ayant pas résidé en permanence à Berlin au cours des 12 années qui ont suivi la fin de la Seconde Guerre mondiale et n'y ayant pas été active en public (dans une mesure plus ou moins grande) le droit de critiquer sa réticence à participer à un parti, un groupe ou une manifestation politique.
Eva Siewert manifeste également dans sa correspondance des critiques dirigées vers ses concitoyens allemands qu'elle considère comme "irréformables" et mentionne par exemple dans sa correspondance avec Kurt Hiller : « Il est insensé, en tant que personne raisonnable, d'essayer de diriger ce navire fou avec un équipage hostile, entouré par l'ombre des morts coûteux. » et « Il faut laisser sombrer ceux qui ne méritent ni ne désirent rien de mieux. »". Elle se demande pourquoi le peuple allemand a la réputation d'être composé de poètes et de penseurs.

## Les dernières années de sa vie
On sait peu de choses sur les conditions de vie d'Eva Siewert à partir du milieu des années 1950 environ. Dans les décennies qui suivent, Eva Siewert vit vraisemblablement dans l'isolement et dans des conditions modestes. Elle souhaite partir à l'étranger et a l'intention d'émigrer au Portugal en 1958, apparemment sans succès. Elle considère la France comme sa patrie spirituelle, mais n'a pas les moyens de s'y installer. Le 3 décembre 1994, Eva Siewert est retrouvée morte dans son appartement du Südwestkorso 33 à Wilmersdorf, dans la banlieue de Berlin, où elle vit depuis 1977. Elle est enterrée au cimetière de la Bergstrasse, dans la banlieue voisine de Steglitz. Cependant, après la période de repos légal, en 2016, la tombe est réattribuée.

## Redécouverte
Les travaux de l'historien Raimund Wolfert sur les personnes du deuxième mouvement homosexuel allemand des années 1950 permettent de donner de la visibilité à la vie et à l'œuvre d'Eva Siewert. En 2018, des recherches sur la vie et l'œuvre d'Eva Siewert sont menées par une équipe de quatre personnes basée à la Société Magnus Hirschfeld de Berlin. En collaboration avec Raimund Wolfert, Sigrid Grajek, Martina Minette Dreier et Christine Olderdissen mettent en place une "salle commémorative numérique", achevée en janvier 2019. Il s'agit d'un projet dit de "scrolling", un site multimédia qui contient des textes ainsi que de nombreuses photos et contributions audio. Le projet est financé par le Bureau d'État de Berlin pour l'égalité de traitement contre la discrimination (Berliner Landesstelle für Gleichbehandlung gegen Diskriminierung ou LADS).

## Travaux

### Pièces de théâtre
- 1949 Wie verhält sich Potiphar?, comédie en trois actes
- 1955 Am Mittwoch um fünf, comédie en quatre épisodes et prélude et postlude

### Essais et histoires (sélectionnés)
- 1946 "Das Orakel", in: Der Weg. Zeitschrift für Fragen des Judentums (vol. 1), Nr. 37 (September 8, 1946), p. 5.
- 1946 "Aus dem Buch 'Barnimstraße 10'. Zwei Novembernächte, die Berlin in Trümmer legten", in: Die Weltbühne (vol. 1), Nr. 10 (November 15, 1946), p. 315–316.
- 1947 "Die beiden Gesichter. Zur Erinnerung an den 10. November 1938", in: Frankfurter Rundschau (vol. 3), Nr. 132 (November 11, 1947), p. 2.
- 1948 "Das Boot Pan. Ein Blatt", in: Die Erzählung. Zeitschrift für Freunde guter Literatur (vol. 2), Nr. 6 (June), p. 21–22.
- 1957 "Plädoyer für die Story", in: Die Andere Zeitung (vol. 3), Nr. 7 (Februar 14, 1957), p. 11

## Sources
- (de) Raimund Wolfert, Kurt Hiller und die Frauen. Beiträge einer Tagung in der Villa Ichon, Bremen 2016, Neumünster, von Bockel Verlag, 2017, 109–121 p. (ISBN 978-3-956-75017-5), « Verdammt männlich – Kurt Hiller und Eva Siewert »
- Lütgemeier-Davin, Reinhold., Kurt Hiller und die Frauen : Beiträge einer Tagung in der Villa Ichon, Bremen 2016 (ISBN 978-3-95675-017-5 et 3-95675-017-9, OCLC 1007131038, lire en ligne)